# Crunch (шоколад)
Crunch — плиточный молочный шоколад c хрустящим рисом, впервые представленный в 1938 году.

## История
Впервые шоколад Nestlé Crunch был представлен в 1938 году. Швейцарская фирма Nestlé создала батончик на своём заводе в Фултоне, США.
С середины 1960-х по 1990-е годы батончик продавался в Великобритании под названием Dairy Crunch. Позже он был переименован в Crunch.
В мае 2013 года компания Nestlé USA объявила о том, что во всей линейке батончиков Nestlé Crunch впервые применяются 100% сертифицированные какао-бобы. Этот план был реализован в рамках плана Nestlé Cocoa Plan — глобальной инициативы компании, направленной на улучшение жизни фермеров, выращивающих какао, и качество их продукции, обеспечивая при этом устойчивые поставки какао на долгие годы.
В январе 2018 года компания Nestlé объявила о планах продать свои американские кондитерские бренды (включая лицензирование прав на Crunch в США) итальянскому шоколатье Ferrero, производителю Nutella, за 6,9 миллиарда долларов США. Компания Ferrero включила приобретённые бренды в деятельность Ferrara Candy Company. Утверждалось, что распродажа произошла из-за низкого роста на основном рынке шоколада из-за новых конкурентов, таких как Kinder, и увеличения разнообразия закусок, что затрудняло производство таких кондитерских батончиков, как Crunch. Продукция компании Ferrero — Crunch Bar, Butterfinger, Nerds, LaffyTaffy и многое другое — означает, что это первый случай почти за столетие своего существования, когда батончик Crunch когда-либо перешёл в собственность.
Компания Nestlé отказалась от традиционной техники упаковки батончика в алюминиевую фольгу, упакованную в бумажную этикетку, в пользу более традиционных методов упаковки, скорее всего, из-за чрезмерного времени, которое требовалось для двойной упаковки батончика. В настоящее время шоколадный батончик Crunch обычно можно найти в однослойной внутренней металлизированной полиэфирной плёнке boPET, типичной для упаковки полуфабрикатов.
По состоянию на 2023 год Crunch продаётся в США в различных размерах, включая Classic (1,55 унции), который теперь представляет собой сегментированный батончик, Fun Size, Minis и Giant (4,4 унции).

## Другие вкусы
Кроме шоколадного батончика, под брендом Crunch также продаются другие продукты:
- Buncha Crunch[8] — конфеты из молочного шоколада с добавлением хрустящего риса. Выпущенные в 1994 году, они первоначально продавались только в кинотеатрах; по состоянию на май 2012 года, они стали доступны в большинстве продуктовых магазинов.
- Crunch White — шоколадный батончик, покрытый белым шоколадом (вместо молочного).
- Мороженое Crunch (Crunch Ice Cream Bars) имеет твёрдую середину со вкусом ванили, окружённую глазурью из молочного шоколада с добавлением хрустящего риса.
- Crunch with Caramel — шоколадный батончик с добавлением молочного шоколада и хрустящего риса, содержащий карамельную серединку.
- Crunch with Peanuts — шоколадный батончик ограниченной серии, приготовленный из молочного шоколада и хрустящего риса, содержащий арахис.
- Dark Crunch with Caramel — шоколадный батончик ограниченной серии, приготовленный из тёмного шоколада и хрустящего риса, с карамельной серединкой.
- Crunch Stixx — вариант Crunch, который состоит из вафель и крема Crunch Candy Creme.
- Crunch Dark Stixx — вариант Crunch, который состоит из вафель и крема Crunch Dark Candy Creme.
- Crunch Dark и Buncha Crunch Dark состояли из хрустящего риса и тёмного шоколада. Crunch Dark продавался в упаковках с одним батончиком. Buncha Crunch Dark продавался в закрывающихся стоячих пакетах и в концессионных коробках. Продукты были запущены в сотрудничестве с Candytopia. Предполагается, что эти продукты были доступны в течение ограниченного времени до июля 2018 года[9], но так и не были сняты с производства.
- Crunch Mocha — снятый с производства шоколадный батончик, приготовленный из мокко (вместо молочного шоколада).
- Crunch Crisp — полноразмерный шоколадный батончик с вафлями и шоколадным кремом.
- Crunch Cereal — шоколадные хлопья для завтрака с хрустящим рисом и пучками пшеницы.
- Йогурт марки YoCrunch содержит смеси Crunch со вкусом клубники и ванили. Сами изделия напоминают Buncha Crunch.
- Crunchettes — хрустящие кусочки «Bite Size».
- Magic Crunch — ограниченный тираж оригинального Crunch Bar с поп-роком.
- Crunch Biscuit — шоколадный батончик, приготовленный из небольших кусочков печенья, заменяющих хрустящий рис.

## Слоганы
- S·CRUNCH·OUS[10]
- Music to your mouth
- Munch Now. Munch Some Later.
- For the Kid in You.
- It's just more fun to munch.